# Romitia misionensis
Romitia misionensis là một loài nhện trong họ Salticidae.
Loài này thuộc chi Romitia. Romitia misionensis được María Elena Galiano miêu tả năm 1995.